# Eugene Campbell
Eugene Edward Campbell (* 17. August 1932 in Minneapolis, Minnesota; † 8. April 2013 in Spring Park, Minnesota) war ein US-amerikanischer Eishockeyspieler.  

## Karriere
Eugene Campbell besuchte die University of Minnesota, die er mit einem Abschluss in Betriebswirtschaftslehre verließ. Anschließend nahm er für die US-amerikanische Eishockeynationalmannschaft an den Olympischen Winterspielen 1956 in Cortina d’Ampezzo teil, bei denen er mit seiner Mannschaft die Silbermedaille gewann. Später arbeitete er an der Mayo Clinic in Rochester und trainierte in der Stadt unter anderem Jugendmannschaften, darunter manche für Kinder mit Behinderungen.  

## Erfolge und Auszeichnungen
- 1956 Silbermedaille bei den Olympischen Winterspielen